# Mordellistena florissantensis
Mordellistena florissantensis is een keversoort uit de familie spartelkevers (Mordellidae). De wetenschappelijke naam van de soort is voor het eerst geldig gepubliceerd in 1912 door Wickham.